# Worth Matravers
Worth Matravers ist ein kleines Dorf und civil parish (Gemeinde) auf der Isle of Purbeck in der Grafschaft Dorset an der Südküste von England. Das Dorf ist Teil der Jurassic Coast, ein Weltnaturerbe.

## Lage
Worth Matravers liegt direkt westlich von Swanage, circa 6 Kilometer entfernt, und südlich von Corfe Castle (Ort) und Corfe Castle, etwa 5 km entfernt. Das Dorf liegt auf einem Hügel nicht weit von den Klippen bei St Alban’s Head (St Aldhelm’s Head) und Winspit an der Ärmelkanalkuste. Die Gemeinde erstreckt sich von der Küste nach Norden zu der Hauptverbindungsstraße A351 von Corfe Castle nach Swanage. Das Dorf Harman’s Cross liegt innerhalb der Gemeinde, aber in beträchtlicher Entfernung von der Ortschaft Worth Matravers.

## Geschichte
Die Geschichte Worth Matravers lässt sich bis in die vor-römische Zeit zurückverfolgen. Traditionell ist das Dorf wirtschaftlich auf Steinbruch, Landwirtschaft und Fischerei aufgebaut. Über viele Jahrhunderte war Worth Matravers eines der wichtigsten Zentren für die Gewinnung von Purbeck-Marmor. Zwei Steinbrüche, Swanworth und St. Aldhelms, sind noch in Betrieb.
Noch heute sehr deutlich zu sehen sind die mittelalterlichen Hängeterrassen. Diese Terrassen wurden wahrscheinlich im 14. Jahrhundert in die steilen Klippenhänge hineingeschnitten, so dass das Land vereinfacht mit Korn angebaut werden konnte, um die Bevölkerung zu versorgen.
Etwa zwei Kilometer südlich vom Dorf Zentrum auf St Alban’s Head steht eine normannische Kapelle. St Aldhelm’s Chapel ist St Aldhelm, Bischof von Sherborne, gewidmet. Er starb im Jahre 709 nach Christus. Die Kapelle stammt vermutlich vom Anfang des zwölften Jahrhunderts.

## Kirche
Die Gemeindekirche St. Nikolaus von Myra ist eine der ältesten Kirchen in Dorset. Die Kirche steht in der Mitte des Dorfes. Mit einem sächsischen Eingang ist die Kirche berühmt für sein normannisches Kirchenschiff, den Kirchturm und die Fenster. Die Kirche wurde im Jahre 1869 umfassend restauriert.
Auf dem Friedhof befindet sich das Grab von Benjamin Jesty, ein Dorset Yeoman. Jesty gilt als Pionier auf dem Gebiet der Impfung. Im Jahr 1774 beobachtete er, dass seine Milchmägde, die an Kuhpocken erkrankt waren, später nicht an Pocken erkrankten. Er infizierte seine Frau und beiden Söhne mit Kuhpocken, einer vergleichsweise harmlosen Virusinfektion, um so seine Familie gegen die Pocken zu schützen.